# 小袖

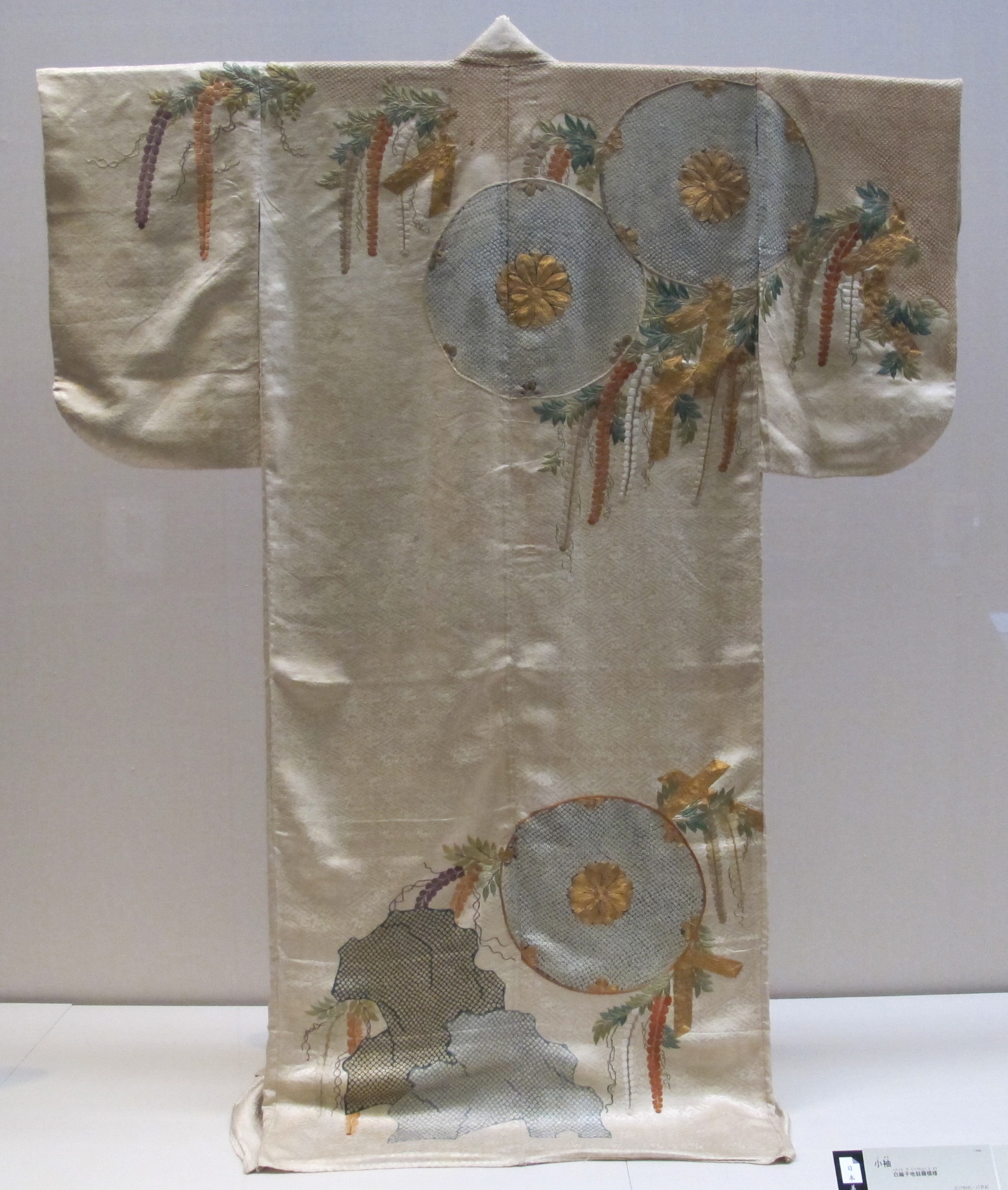
白綸子地藤鼓模様小袖 江戸時代（17世紀）東京国立博物館蔵

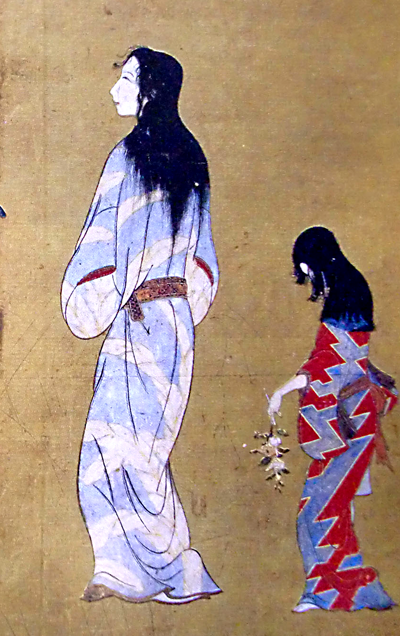
彦根屏風（彦根市蔵、国宝）部分 右の少女は銀青地に朱の稲妻文、左の女性は芭蕉文の小袖を着用

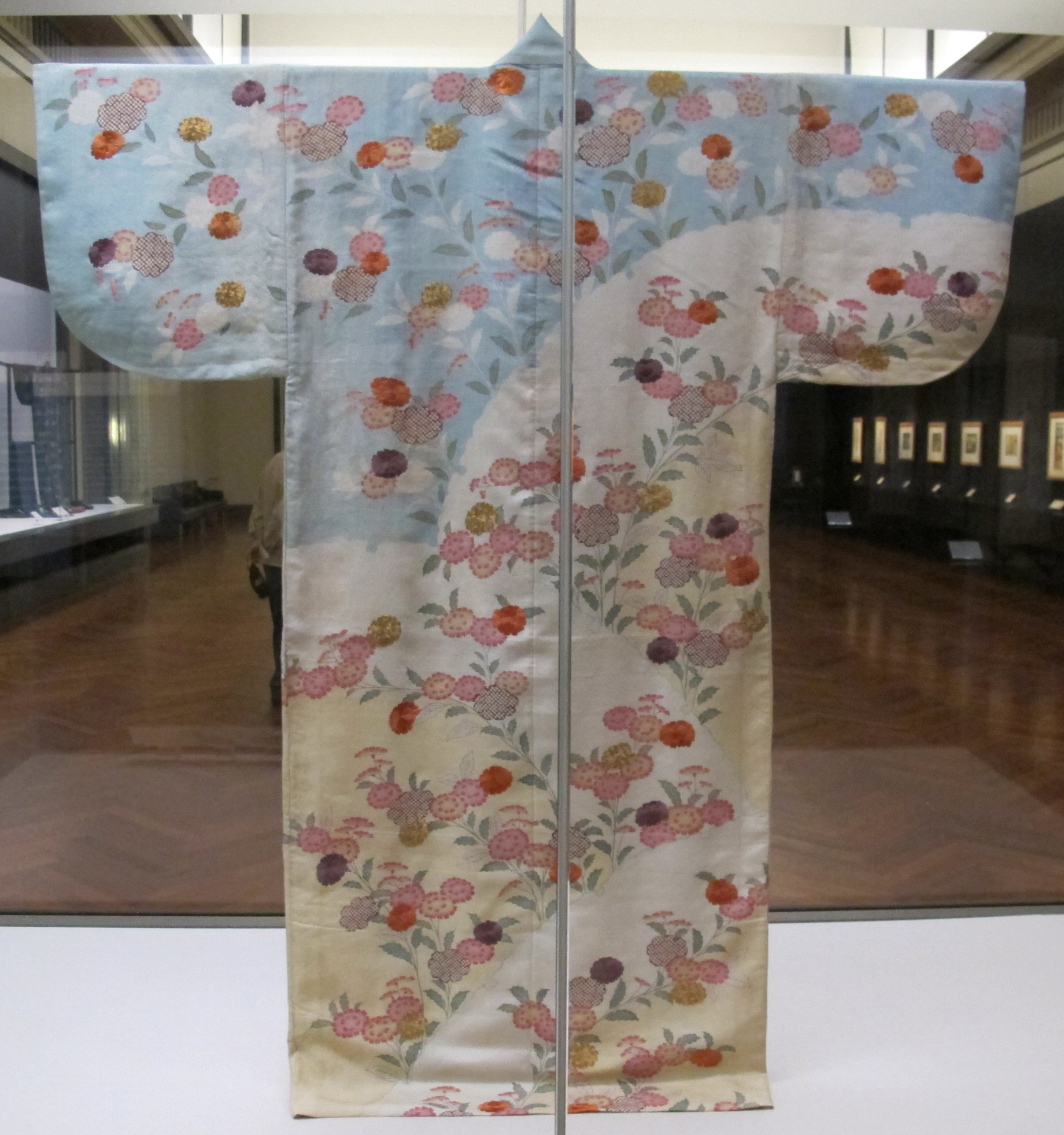
染分沙綾地雪輪山吹模様小袖 江戸時代（18世紀）東京国立博物館蔵

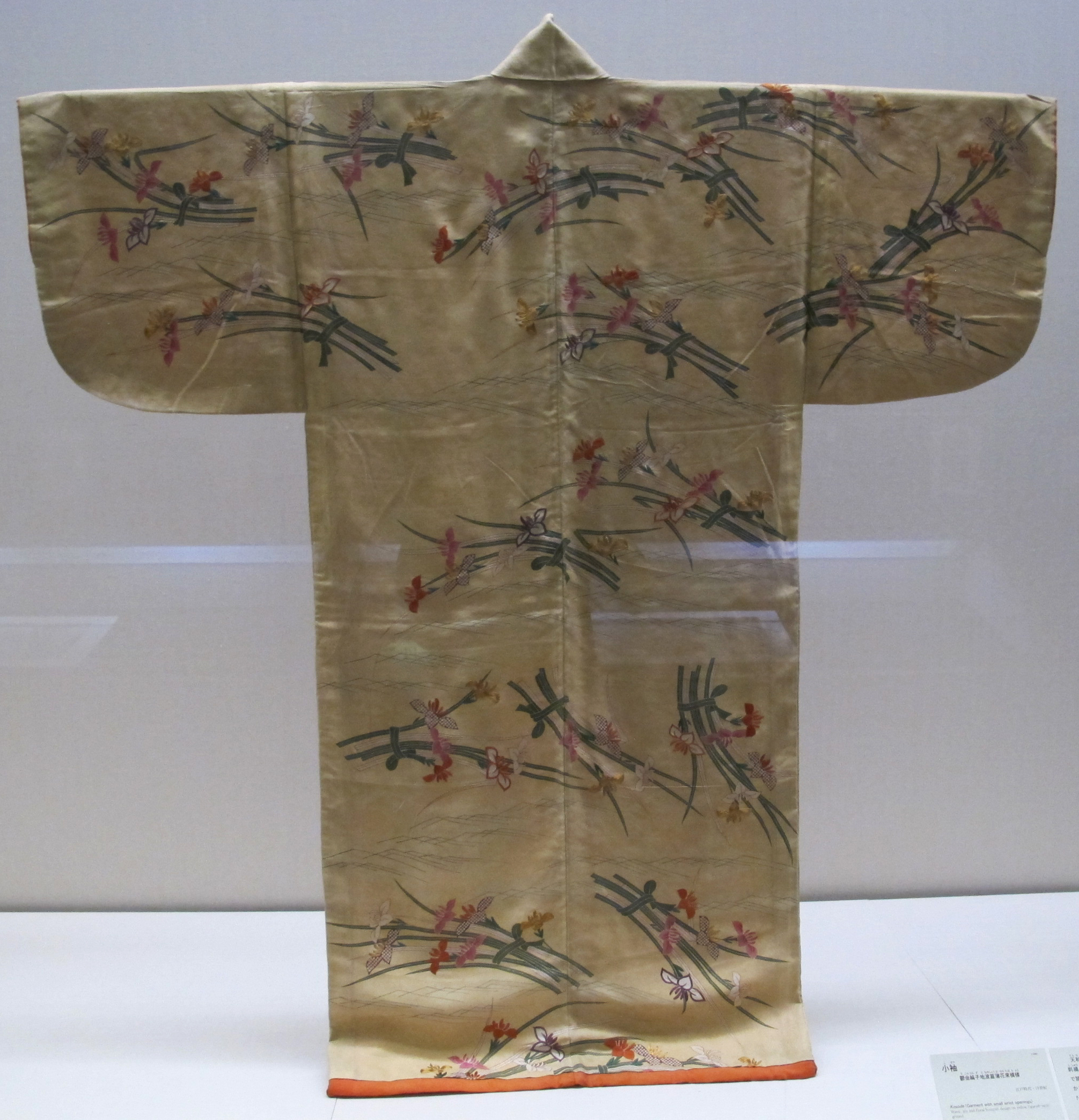
鬱金綸子地波菖蒲花束模様小袖 江戸時代（18世紀）東京国立博物館蔵

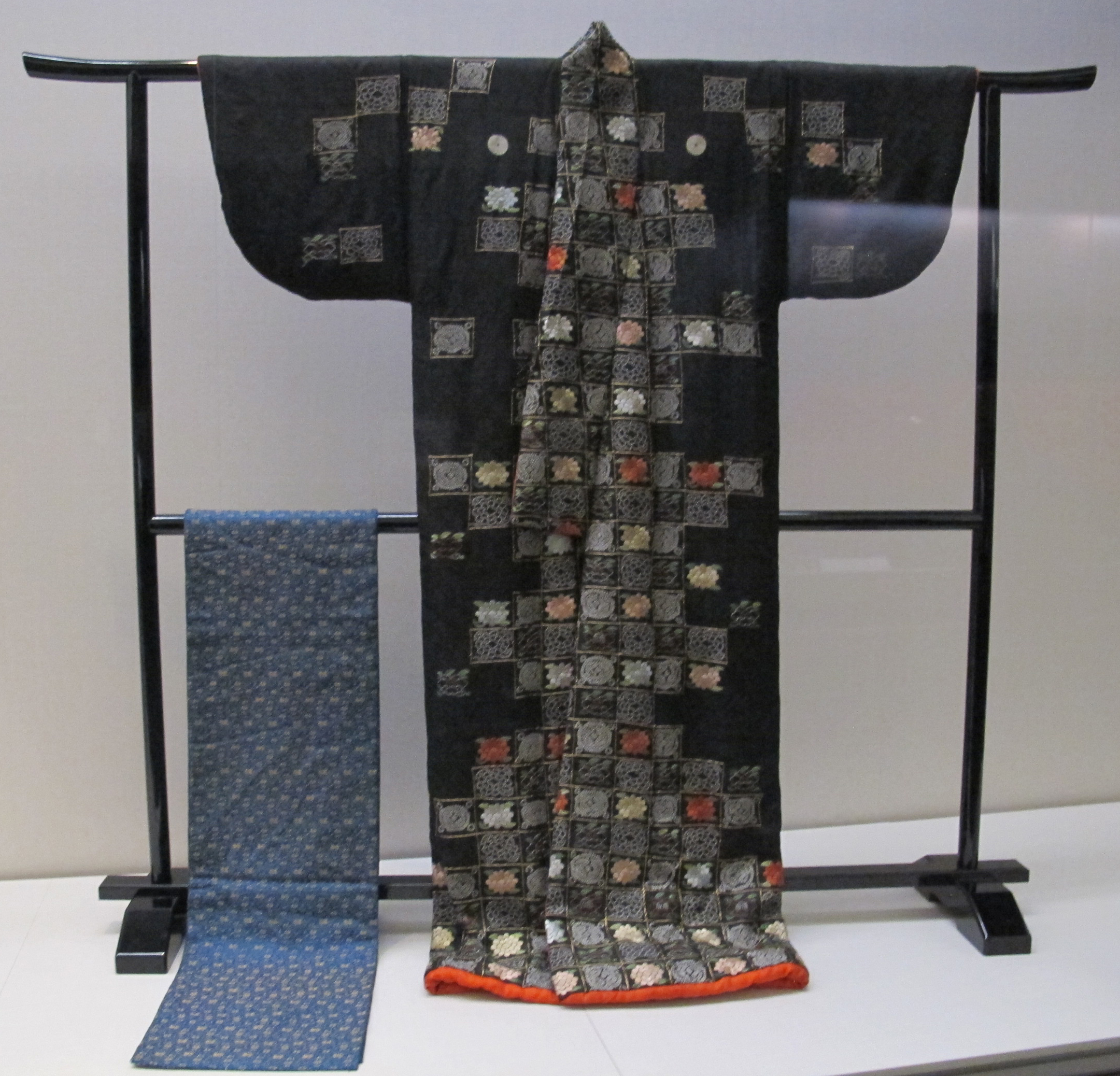
黒綸子地遠州模様小袖 江戸時代（19世紀）東京国立博物館蔵

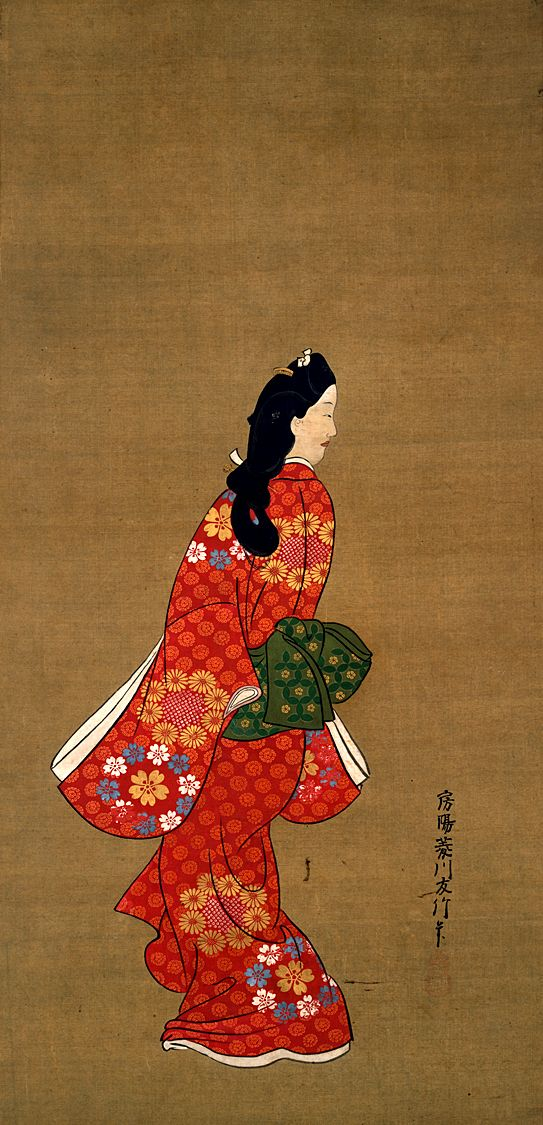
菱川師宣筆「見返り美人」 江戸時代（17世紀）東京国立博物館蔵 女性は緋色地に花輪模様の元禄小袖を着用する。模様は綸子地に刺繍で表したものとみられる。

小袖（こそで）は、日本の伝統的衣装の一つ。平安時代には宮中の礼服下着であり、庶民には日常着として着用されていた。室町時代中期からは表着として男女を問わず着用されるようになった。平面構成をもつ衣服である。
「小袖」という名前は、貴族装束のうち袖口の大きい大袖に対して、袖口が小さい衣服を指したことに由来する。従って「筒袖」と呼ばれる細い袖を持つものや、袂はあるが袖口が小さいものは、ともに「小袖」と呼ばれる。

## 概要
小袖は広義には、肩山を境に折り返し、体の前後に連なる身頃と袖をもち、それに襟と前身の袵（おくみ、おくび）を加えた盤領（たれくび）式の衣服をいう。身頃は二幅で、袖は一幅の詰袖である。このうち薄綿を入れた振りのないものを狭義の小袖、薄綿を入れた振りをもつものを振袖という。小袖は綿入着物であるが、江戸時代には一般に絹布の綿入着物のことを指し、木綿の綿入着物は布子（ヌノコ）と呼んで区別した。
なお、狭義の小袖や振袖と同じ仕立てでありながら、これらに打ち重ねて着るように仕立てたものを打掛という。
小袖に類する衣服は奈良時代には存在しており正倉院の御物にもみられる。『隋書』倭人伝によると、当時の日本では男は筒袖の裙襦（クンジュウ）を着ており、女はそれに裳をつけていると記している。現存の実物資料として最も古い小袖は、中尊寺の藤原基衡の着用と伝えられるものである。
『嬉遊笑覧』などによると、小袖は袍、直衣、狩衣、直垂、水干などの下に着用する下着で白衣であったが、鎌倉時代になると庶民の間では色染めの染小袖が流行したという。
小袖は、衣服の変化における「形式昇格」の原則（巨視的には下位にある形式が上位の形式に取って代わっていくこと）と「表皮脱皮」の原則（下着が上着化していくこと）に従い、中世の半ば以降、まず女性の服飾において表着としての格式を整え、近世の初めごろには男性の服飾においても、衣生活に中心的な位置を占める存在となっていった。近世においては男女の主となる表着の形式が小袖に統一された。
桃山時代には、小袖は雄大豪華な派手な様式のものと、一面に細かい模様を施した地味な様式のものの双方が流行した。室町時代後期から桃山時代にかけては肩裾小袖（襟や裾に華やかな模様を入れ中間の胴の部分が白抜きの形式）に特徴のある桃山小袖様式がみられた。
小袖は江戸時代に入ると平常服として着用されるようになった。江戸時代を通じてこの同じ形式の衣裳が身につけられ、今日の「きもの」になった。桃山末期から江戸初期にかけ、俗に地無しの小袖と呼ばれる細かい文様の小袖が流行した。
抽象的で複雑な染め分けが特徴の慶長小袖が出現し、さらに寛文年間頃には背面に余白を大きく取りながら大柄な文様を配した寛文小袖が出現した。桃山小袖、慶長小袖、寛文小袖を比較すると、慶長小袖は前後の衣装様式と離れた印象をもつが、慶長小袖とは別に慶長期から寛文期頃に発生したと考えられている特徴的意匠が固定されない小袖群があり、桃山小袖と寛文小袖の間を繋ぐような意匠上の特徴が存在することが示唆されている。
江戸後期には模様の取材が出尽くして類型化し、近江八景の模様のほか源氏物語や能に取材した模様など絵画性や物語性の強い小袖、さらに着用するよりも飾って眺めることを主眼とした小袖まで出現した。小袖服飾は形、染織、材料などで爛熟期を迎え、現代の和服の原型として引き継がれている。

## 小袖の形式

### 桃山小袖
安土桃山時代に流行したタイプの小袖で、女性でも対丈に仕立てられる。南蛮貿易によるキリシタン文化の影響も受け、特に紅を多用した大胆で派手な柄・色使いのものが多い。時代の活気を反映してか、刺繍を全体に巡らしたり、辻が花染を多用しているのも特徴である。この時代の代表作としては、男性では質・量ともに他者を圧倒する徳川家康の遺品、山形県米沢市に伝わる上杉謙信の遺品や、女性では高台寺所蔵の高台院の打掛が挙げられる。『板坂卜斉覚書』によると、家康は煌びやかな小袖を特に好んでおり、「日本衣装結構なことは家康に始まる」とあり、「家造りが結構なことは秀吉に始まる」と比較させている。ただし、桃山小袖は縦糸が弱い練貫であるため、現存する小袖で保存状態が良いものは少ない。

### 慶長小袖
元和・寛永年間（1615 -1644年）頃に流行したタイプの小袖。かつては慶長年間頃の作とみなされていたことから、この名がある。地に紅、白、黒、黒茶などの色を用い、直線や曲線で抽象的な区画に染め分けた中に、おもに摺箔と刺繍によって小模様な柄を表す。色調が桃山小袖に比べて暗いのが特徴とされる。奈良県立美術館にある「伝淀殿像」に描かれている物が、代表的な慶長小袖とされる。

### 寛文小袖
万治・寛文年間（1658 - 1673年）頃に流行したタイプの小袖である。寛文6年（1666年）刊行の小袖雛形本『御ひいながた』にこの様式の小袖が多く収録されることから、この名がある。模様の表し方に特色があり、右肩を起点として、左肩および右裾方向に図柄が展開し、左裾に余白を設けるのを典型とする。技法的には鹿の子のような絞り染と刺繍を併用するものが典型的であり、模様は大柄で、文字を模様として使うのも特徴とされる。この様式の代表的な作例として、京都国立博物館蔵の濃茶麻地菊棕櫚文様帷子がある。
この小袖から、現在の和服のように袖幅を大きく仕立てるようになる（慶長以前は肩幅が大きく、袖幅は肩幅の半分しかなかった）。この流行を作ったのは徳川和子（東福門院）とされ、和子の御用達だった「雁金屋」には注文が殺到して、大儲けしたという。後に、この雁金屋から元禄文化の重要な担い手だった尾形光琳、尾形乾山兄弟が誕生している。

### 元禄小袖
元禄年間に流行したタイプの小袖で、流行の発信源は上方の町人であったとされる。友禅の誕生により、自由に模様を描き、明るい色彩が特徴とされる。菱川師宣の代表作「見返り美人」の着物は、この元禄小袖である。

## 小袖の身分差
平和な時代が続き、庶民が次第に力を蓄え、武士以上の豪奢な着物を着用するようになると、江戸幕府は士農工商身分確定のために、躍起となって次々と禁令を発したのは先述の通りである。また、大奥においては、事細かに婦人の着物を規定したため、次第に身分によって着用される柄が固定化していった。また、元禄以後も小袖には流行があったが、文化史上、「○○小袖」とは呼称しない。

### 武家の小袖
先述のように、江戸幕府は大奥での着物を事細かに規定し、それが大名家にも普及し、上流武士階級全体で大奥慣習に準じるようになっていった（江戸中期以降）。江戸中期の『正徳雛形』では、御所風と武家風の小袖が掲載されている。いずれも町方と大差なく、上流武家独自の小袖の意匠が発生・定着するのは18世紀後半以降のようである。ただし夏の礼装である腰巻の意匠(こげ茶の地に細密な柄を刺繍だけで表す)は元禄年間にさかのぼることが国立歴史民俗博物館所蔵の小袖貼屏風により知られる。なお、ここでいう武家は大名クラス以上のことである。
- 年始には正室はおすべらかしに髪を結い、将軍正室や上流大名家正室は小袿袴の装束をまとう ※和宮の婚礼装束を除き裳唐衣は江戸後期の大奥では使用されていない。
- 三月三日、九月九日、式日には打掛着用
- 五月五日は絹縮か麻晒の帷子着用、ただし地の色は白か黒のみ
- 七月七日には帷子着用の上、腰巻をまとう
- 正式な綸子の打掛の色は黒、白、赤、桃色のみ(縮緬の打掛は逆にこれらの色を避け、空色・萌黄・紫などを使用)
- 打掛の下に着る着物（間着）は白、赤、黄色のみ
- 文様の間には隙間ができないよう、花の刺繍を施す
- 正装は綸子。縮緬は準正装か普段着にしか使えない。ただし、下位の者は縮緬が正装。
- 四月一日～五月四日、九月一日～九月八日は袷着用。九月九日～三月末日は綿入れ、五月五日～八月末日は単衣

（中に用いた日時はすべて旧暦）
これほど規定が決まっていると、創意工夫を凝らす余地はほとんどなく、江戸時代中期以後、武士階級から着物の流行が生まれることは二度と無かった。
文様は花鳥風月(おもに結び花＝花束。鼓など紐を伴う器物もこれに準ずる。鳥はあまり例がない)の刺繍の間に有職文様がまんべんなく全体に散らされている物、また、『源氏物語』などの古典文学や、能の風景から画題を取った「御所解文様」に大分される。後述する公家や庶民の着物に対して、柄行きの大胆さに欠け、余白を嫌う傾向が挙げられる。大奥の規定では、地黒・地白・地赤の三色は綸子を使用、結び花の間に有職模様を散らした刺繍柄とする(刺繍に加え地黒・赤は一部に染め抜きを入れ、地白は黒とこげ茶の摺を入れる)。これは「五節句」「式日」と呼ばれる礼裝であった。(夏は地白と地黒の同様の柄の絹縮や麻を使用した。)通常の略礼装には、いわゆる御所解という細かな風景柄とし、これは原則的に綸子に使う三色以外、萌黄(もしくは鶸色)・紫・空色などの縮緬を使う。(夏は絽―色は縮緬に同じ・麻―色は白地を使用)なお、お目見え以下は上級の女中が綸子を使用する時には、空色縮緬の御所解を用いるのが通例であった。諸大名家では少しずつ規則は異なった。ただし18世紀後半以降に発生したとみられる上流武家小袖の柄が短期間に諸大名家に広がったことは注目すべきで、当時の高級小袖がほとんど京都で作られていたこと、諸大名の正妻が江戸に居住していたことから、大奥の影響が瞬く間に及んだ可能性が高い。これらの複雑な制度は江戸幕府の崩壊により消滅し、その後、華族となった大名家には引き継がれなかった。
現在、「茶屋辻」といわれる文様は、この武家の小袖で「夏服」として定められた物が残ったものである。

### 公家の小袖
公家社会で小袖が着用されるようになったのは、平安後期からであるが、本来は装束の下着であった。しかし、『とはずがたり』『竹向きが記』には刺繍の小袖が見られるなど、次第に装飾性を高めたようである。『看聞日記』には「箔絵」「肩裾」などの華やかな小袖の記事が見られ、京都に所在した武家政権との相互の影響により、小袖が多用されたことはたしかである。しかし、戦国時代の『御湯殿上日記』などには小袖の具体的な意匠を伝える記事が少なく、室町後期―戦国時代の実態はよくわからない。後水尾院の『当時年中行事』によれば、白や紅梅などのフォーマルな小袖と、さまざまな生地で作られる小袖が区別されているようである。徳川和子（東福門院）の入内をきっかけにこのさまざまな小袖が宮中で盛行し、「御所染め」「御所模様」は高級な小袖の呼称として江戸中期までの文献に散見する。その後、次第に着用のルールが定められたと考えられるが、その正確な年月ははっきりしない。江戸前―中期の御所小袖は国立歴史民俗博物館所蔵の小袖貼屏風に数点みられるほか、『御所雛形』および『正徳雛形』にそのデザインが紹介されている。『御所雛形』には後世の公家小袖にもある立木模様も見られるものの、立木模様は江戸中期には民間にも流行した柄であり、総じて民間の小袖と大差のないものである。上流武家の小袖同様江戸後期には固定化が進み、洗練された気品を高めるのと引き換えに他の階級に対する影響力を失ったようである。
基本的には、冬服として「掻取（かいどり）」、合服・夏服として「単衣（ひとえ）」、盛夏服として「帷子（かたびら）」という区分があった。
「掻取」は、いわゆる打掛と同じ物で、京都の剣術家としても知られる吉岡憲房が発明したとされる「憲法染（けんぼうぞめ）の掻取」（略して「憲法」とも言われる）、刺繍や染めで模様の入った「模様の掻取」、刺繍でなく染めで模様をあらわした「素模様の掻取」の大まかに3種があった。このうち、黒地である「憲法染の掻取」は袿袴装束に匹敵する正装として扱われ、掻取の上に袴を着用することもあった。掻取の下に着用する「間着（あいぎ）」は、28歳までは「濃色」（紫に近い濃い紅とされる）、29歳から40歳までは紅縮緬、40歳以上は白羽二重と規定されていた。ただし、はおる掻取の色に規定はなかった。なお、江戸後期までの宮中では緞子小袖や肩裾(白練貫の肩と裾をこげ茶に染めて、その部分のみに花菱などの文様を複数の色糸で刺繍する)、織筋などの特殊な小袖が使用されたが、明治以降断絶している。
「単衣」は、現在の着物とよく似ているが、お端折を作らずに、引きずって着用された。
「帷子」は、刺繍や染めで模様が入った「細染（ほそぞめ）」と、浴衣によく似た「地白（じしろ）」の2種があった。細染は袴を着用して正装とすることもあった。素材は絹ではなく麻（奈良晒がよく使われた）で、現在の着物と同じようにお端折を作って着用された。
古くは、素材にかかわらず、裏地のない夏用服を「帷子」と呼んだが、江戸時代には絹製のものを「単衣」、麻製のものを「帷子」と呼ぶようになった。
公家社会では、小袖はあくまで「2番手の衣装」だったため、武家社会より規定は緩かった。柄行きは「花鳥風月」を基調としており、花の折枝と有職文様を飛び柄で入れたり、立木模様など、着物全体を使って刺繍や染めで文様が入っており、寛文小袖に似た雰囲気がある…などの特徴があった。江戸後期の遺品に関して言えば、上流武家の小袖の柄が細かく密なため荘重な気品を持つのに対し、公家のそれは柄が大きく文様のあいだに余白をとっているので、洗練された気品を持つといえる。また、文字の入ったものや、巻物などの小道具を立木模様の中に配したものもあるが、総じて物語や謡曲などからとられたことをあからさまに示すものは少ない。
これらの小袖は、明治時代の復古化・西欧化のために徐々に衰退し、お局での部屋着などに限られていった。昭和天皇によるお局の廃止は決定的な打撃であったが、貞明皇后は昭和時代初期の大宮御所において、できる限り旧習を復活することに努めている。しかし、貞明皇后の崩御とともに、皇室の表舞台から完全に廃絶した。現在は宮中三殿の賢所に仕えるわずかな女官（内掌典）のみ、この風俗を守っているが、内掌典は上首以外は判任官相当の下級女官であったため、袴の下に着る略礼装の憲法と細染に刺繍があるほかは、冬は鳶色夏は白の無文の小袖に限られる。

### 庶民の小袖
庶民の着物は、江戸幕府のあい続く倹約令により、次第に裏地や裾など、目立たない部分への贅沢に目が向けられるようになる。そこに入れられる文様は、幕府の禁制により、有職故実文様が使えなかったこともあり、身の回りの雑貨をデフォルメしたユニークな物まであった。また、地域差が非常に激しく、化政文化の頃、江戸では、「江戸褄」といわれる足下に模様を入れることが流行ったのに対し、上方では、島原廓に由来する、「島原褄」といわれる合褄に模様が入れることが流行った。その後、「江戸褄」は「留袖」の原型になったのに対し、「島原褄」は上方限定の流行で終わった。着物の世界でも、この頃には、江戸上位の傾向が見られたのである。また、脇に「身八つ口」をつけるようになったのも庶民の小袖が発祥なのだが、この起源は着用の便宜を図るため、放熱のため、または遊女の発案によるなど諸説あり起源ははっきりしない。「留袖」にしろ、「身八つ口」にしろ、現在の着物の原型は、この頃の庶民の着物に端を発する物が多い。その流行の発端を作るのは、たいがい遊女、芸者、そして歌舞伎役者であった。ただし、これらの流行の恩恵に与れるのは、地方の富裕な町人どまりであったと考えられる。